# Anna Tsoukanova
 (septembre 2022).
Si vous disposez d'ouvrages ou d'articles de référence ou si vous connaissez des sites web de qualité traitant du thème abordé ici, merci de compléter l'article en donnant les références utiles à sa vérifiabilité et en les liant à la section « Notes et références ».
Pour les articles homonymes, voir Anna Kott (homonymie) et Tsoukanova (homonymie).
Anna Tsoukanova ou Anna Tsoukanova-Kott (Анна Цуканова-котт), voire Anna Kott, née le 15 juin 1989 à Kalinine (URSS), est une actrice russe.

## Biographie
À l'âge de 7 ans, Anna Tsoukanova commence à s'entraîner sur scène à l'école de théâtre no 123. Bientôt, elle se produit dans le groupe d'enfants du théâtre du nord-est de Moscou. Elle fait ses débuts au cinéma dans un second rôle dans le film L'Amiral (Адмиралъ). Elle tient son premier rôle principal en tant que Witwe dans la série Colorful Keys (2003, Чистые ключи) réalisée par Vladimir Bassov. En 2009, elle est diplômée de l'école dramatique Boris Ikun.
Anna Tsoukanova est mariée au réalisateur et scénariste Alexandre Kott avec qui elle a un fils, Mikhail, né en 2008.

## Filmographie partielle

### Au cinéma
- 2008 : L'Amiral (Адмиралъ) d'Andreï Kravtchouk
- 2010 : La Bataille de Brest-Litovsk (Брестская крепость, Brestskaya krepost) d'Alexandre Kott
- 2010 : La Maison du Soleil (Дом Солнца) de Garik Soukatchev

### À la télévision
- 2012 : Silex (Кремень, Kremen) d'Aleksandr Anschyutts et Vladimir Epifantsev (4 épisodes) : Irma

## Récompenses et distinctions
- (en) Anna Tsoukanova: Awards, sur l'Internet Movie Database